# معركة جيلا (1943)
```
معركة جيلا البرمائية
 كانت أولى الاشتباكات التي خاضتها 
القوات الأمريكية
 ضمن مشاركتها في الغزو الحلفائي لصقلية خلال 
الحرب العالمية الثانية
. جرت المعركة عندما نفذت 
البحرية الأمريكية
 عمليات إنزال لقوات الجيش الأمريكي على الطرف الشرقي من الساحل الجنوبي للجزيرة، في محيط مدينة 
جيلا
.
```

واجهت القوات الأمريكية مقاومة عنيفة تمثلت في هجمات جوية من قبل سلاح الجو الألماني وسلاح الجو الملكي الإيطالي، إلى جانب هجمات برية من دبابات ألمانية وإيطالية تابعة لـفرقة ليفورنو. وعلى الرغم من شدة الهجمات، تمكنت القوات الأمريكية من تأمين رأس الجسر وصد الهجمات، إلى أن تم الاستيلاء على مطار بونتي أوليفو، الذي أصبح لاحقًا قاعدة عمليات القوات الأمريكية.
أسفرت المعركة عن تعزيز قناعة قادة الجيش الأمريكي بأهمية الدعم المدفعي البحري في العمليات البرمائية، كما كشفت عن مشكلات في التنسيق بين القوات الجوية المستقلة والقوات البرية، وهي مسائل أثرت لاحقًا على خطط العمليات المشتركة في الحملات التالية للحرب.